# Seria 131.000
131.000 este o serie de locomotive proiectată de CFR și construită de Uzinele Reșița. 

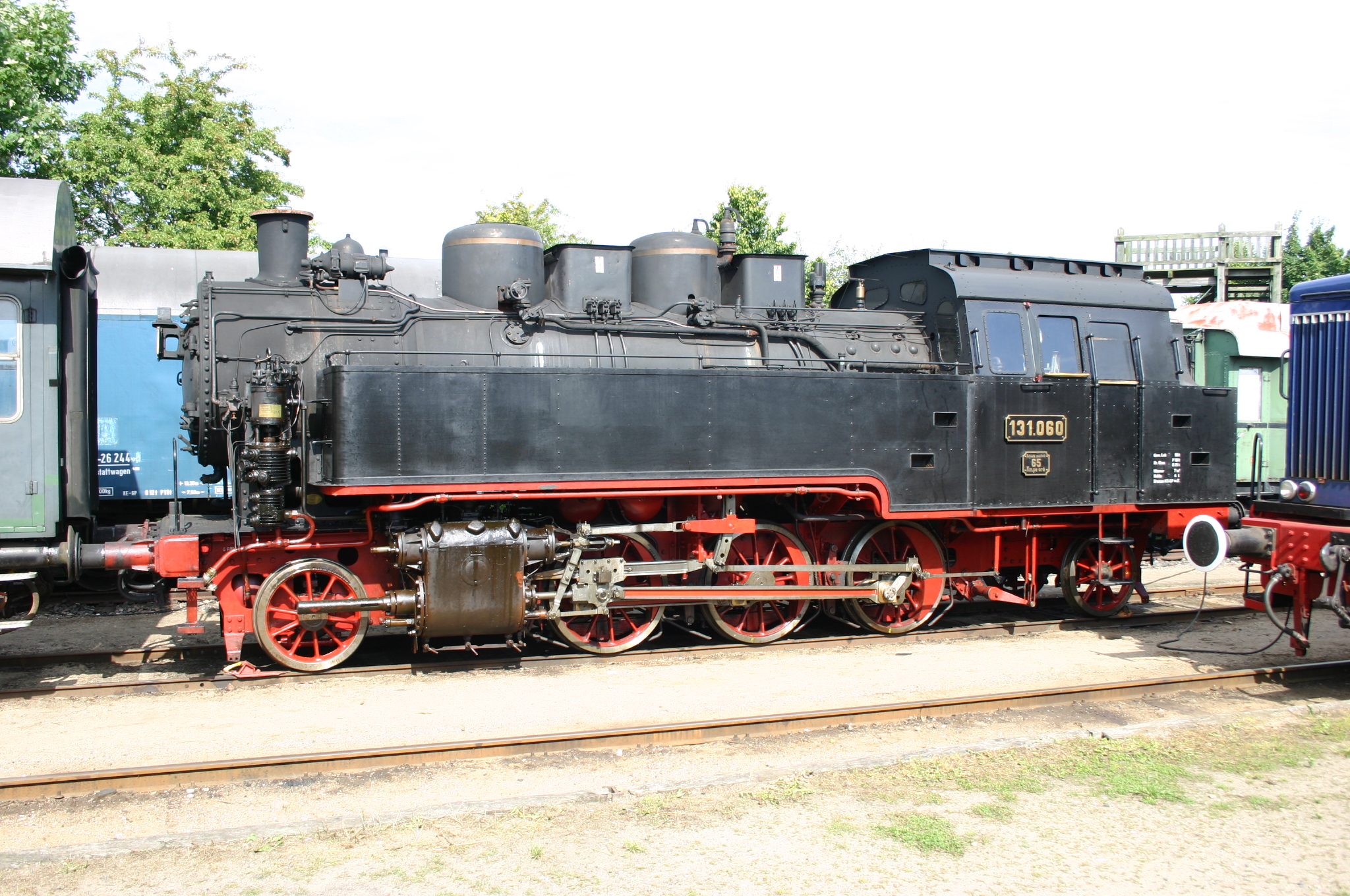
Locomotiva CFR 131.060 (Berlin)